# Leptocyclopodia orthotricha
Leptocyclopodia orthotricha är en tvåvingeart som först beskrevs av Theodor 1959.  Leptocyclopodia orthotricha ingår i släktet Leptocyclopodia och familjen lusflugor. Inga underarter finns listade i Catalogue of Life.